# Billaea intermedia
Billaea intermedia là một loài ruồi trong họ Tachinidae.